# Landesregierung Buresch II
Die Landesregierung Buresch II bildete die Niederösterreichische Landesregierung während der II. Gesetzgebungsperiode des Niederösterreichischen Landtags vom 20. Mai 1927 bis zum Wechsel von Landeshauptmann Karl Buresch in das Amt des Bundeskanzlers. Die Regierungsperiode endete mit der Wahl von Josef Reither zum neuen Landeshauptmann am 1. Juli 1931. Nach den Landtagswahlen 1927 stellte die Christlichsoziale Partei (CS) drei Regierungsmitglieder, die Sozialdemokratische Arbeiterpartei (SDAP) drei Regierungsmitglieder und die Großdeutsche Volkspartei (GDVP) ein Regierungsmitglied.

## Regierungsmitglieder
| Amt                            | Name                 | Partei | Ressorts |
| ------------------------------ | -------------------- | ------ | -------- |
| Landeshauptmann                | Karl Buresch         | CS     |          |
| Landeshauptmann-Stellvertreter | Oskar Helmer         | SDAP   |          |
| Landeshauptmann-Stellvertreter | Josef Reither        | CS     |          |
| Landesrat                      | Leopold Barsch       | SDAP   |          |
| Landesrat                      | Rudolf Beirer        | CS     |          |
| Landesrat                      | Viktor Mittermann    | GDVP   |          |
| Landesrat                      | Heinrich Schneidmadl | SDAP   |          |